# Víktor Doúsmanis
Víktor Doúsmanis (en griego: Βίκτωρ Δούσμανης, Corfú, 1861-1949) fue un general griego.

## Juventud y comienzos en la carrera militar
Doúsmanis nació en la isla de Corfú en 1861. Era hermano mayor de Sofoklis Doúsmanis y nieto de Antonio Dusmani. La familia provenía de la región de Epiro.
En 1883, se graduó en la academia militar griega, con el grado de teniente de ingenieros.

## En el Estado Mayor
Ascendió a capitán e ingresó en el Estado Mayor durante la guerra greco-turca de 1897, en la que sirvió junto al príncipe heredero y luego rey Constantino. Participó también a las órdenes de este en las guerras balcánicas de 1912-1913.
A principios de 1914, era jefe del Estado Mayor griego, pero dimitió del puesto cuando Eleftherios Venizelos asumió la Presidencia del Gobierno. Convencido, como el ya rey Constantino, de que los Imperios centrales vencerían en la Primera Guerra Mundial, abogó porque Grecia se mantuviese neutral en la contienda. En mayo de 1916, retomó la jefatura del Estado Mayor. El 25 de agosto, se le concedió un permiso de mes y medio, medida que formó parte de la reorganización del Estado Mayor acometida por Constantino para tratar de aplacar a la Entente, lo que no impidió que los oficiales hostiles a esta siguiesen con sus actividades.
En junio de 1917, cuando el país entró en la contienda del lado de la Triple Entente tras la abdicación forzada de Constantino, se lo deportó a Córcega junto con una treintena de militares y políticos cercanos al monarca depuesto.

## Periodo de entreguerras
Cuando regresó a Grecia en 1919, un tribunal militar lo condenó a cadena perpetua por alta traición. En noviembre de 1920, sin embargo, con la caída de Venizelos, recuperó nuevamente la jefatura del Estado Mayor. El 2 de noviembre de 1922 cayó una vez más en desgracia.
Posteriormente se dedicó a escribir libros sobre asuntos militares. Falleció en 1949.